# Boiling Spring Lakes (Carolina del Norte)
Boiling Spring Lakes es una ciudad ubicada en condado de Brunswick en el estado estadounidense de Carolina del Norte. La localidad en el año 2000, tenía una población de 2.972 habitantes en una superficie de 60,4 km², con una densidad poblacional de 50,8 personas por km².

## Geografía
Boiling Spring Lakes se encuentra ubicada en las coordenadas 34°2′19″N 78°3′14″O / 34.03861, -78.05389. Según la Oficina del Censo, la localidad tiene un área total de 60,4 km² (23,3 mi²), de la cual 58,5 km² (22,6 mi²) es tierra y 1,9 km² (0,7 mi²) (3.09%) es agua.

### Localidades adyacentes
El siguiente diagrama muestra a las localidades en un radio de 16 kilómetros (9,9 mi) de Boiling Spring Lakes.

## Demografía
En el 2000 la renta per cápita promedia del hogar era de $37.165, y el ingreso promedio para una familia era de $40.810. El ingreso per cápita para la localidad era de $18.079. En 2000 los hombres tenían un ingreso per cápita de $31.992 contra $21.667 para las mujeres. Alrededor del 9.50% de la población estaba bajo el umbral de pobreza nacional.